# ستيفن ديفيز (لاعب هوكي الحقل)
ستيفن ديفيز (بالإنجليزية: Stephen John Davies) هو لاعب هوكي الحقل أسترالي، ولد في 2 يناير 1969 في باركس في أستراليا.

## وصلات خارجية
- ستيفن ديفيز على موقع الاتحاد الدولي للهوكي (الإنجليزية)
- ستيفن ديفيز على موقع اللجنة الأولمبية الدولية (الإنجليزية)
- ستيفن ديفيز على موقع أوليمبيديا (الإنجليزية)
- ستيفن ديفيز على موقع اللجنة الأولمبية الأسترالية (الإنجليزية)